# فرودگاه صحرایی پنزهرست
فرودگاه صحرایی پنزهرست (به انگلیسی: Penshurst Airfield) (به زبان بومی: RAF Penshurst) یک فرودگاه تعطیل است که یک باند فرود چمن دارد و طول باند آن ۶۱۰ متر است. این فرودگاه در کشور انگلستان قرار دارد و در ارتفاع ۵۴ متری از سطح دریا واقع شده است.